# Isaías (profeta)

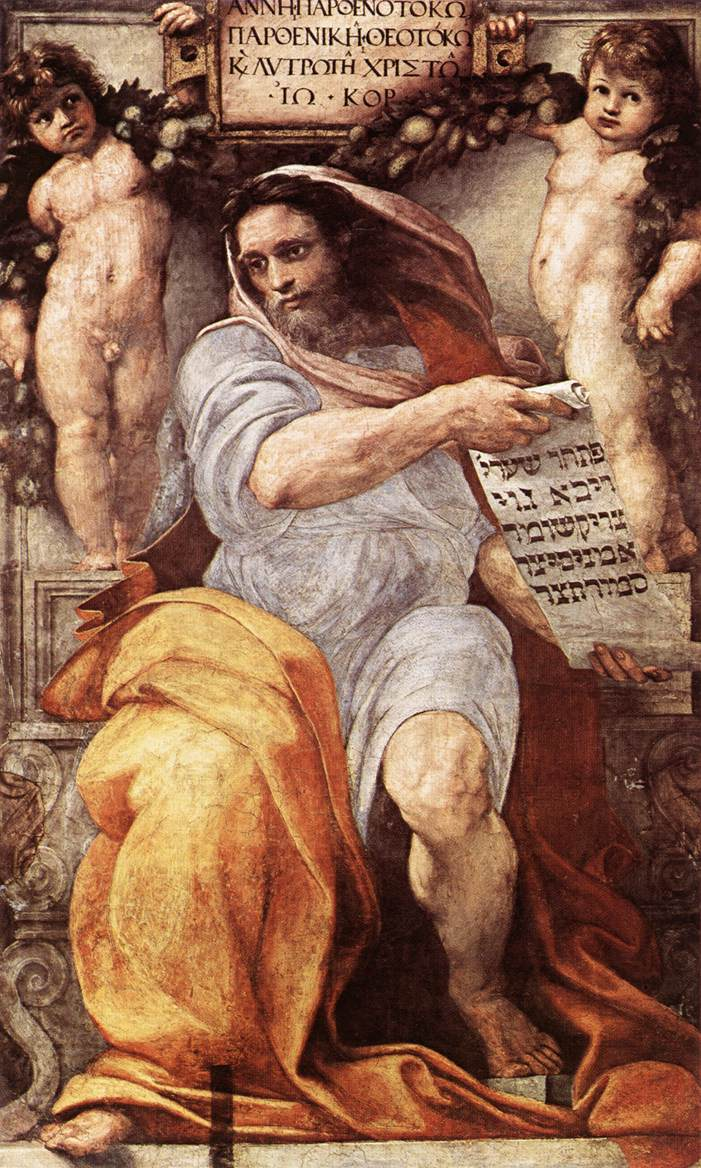
El profeta Isaías

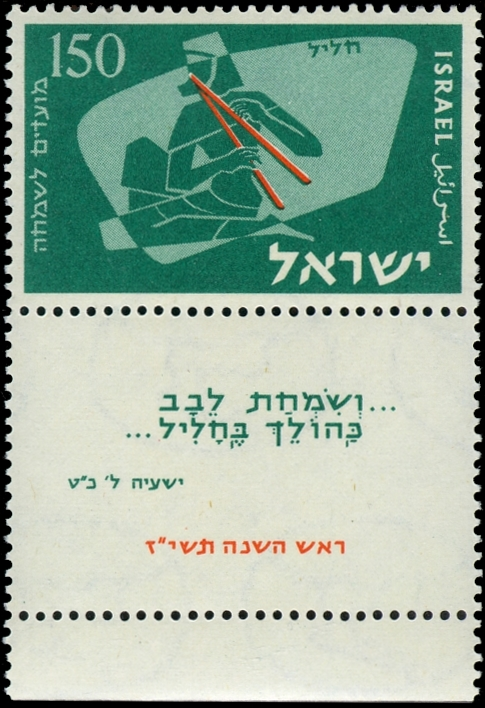
"[Tendréis ...] alegría en el corazón como quien marcha al son de la flauta" (Isaías 30:29).

Isaías (en hebreo, יְשַׁעְיָהוּ, Yəšaʻyahū, "salva YHVH", idénticos significado y etimología al nombre Jesús) fue uno de los cuatro profetas mayores del Antiguo Testamento (junto con Jeremías, Ezequiel y Daniel), cuya vida y obra tuvo lugar hacia el siglo VIII a. C. El ministerio profético de Isaías tuvo lugar en el Reino de Judá durante las monarquías de Uzías, Jotán, Acaz, Ezequías y Manasés. Profetizó durante la crisis causada por la expansión del Imperio asirio. Escribió por lo menos la primera parte del libro bíblico que lleva su nombre.
La Iglesia católica conmemora su festividad el 9 de mayo.
Dentro del texto del Libro de Isaías, se hace referencia a Isaías como "el profeta", pero la relación exacta entre el Libro de Isaías y el profeta Isaías real es complicada. La opinión tradicional es que los 66 capítulos del libro de Isaías fueron escritos por un solo hombre, Isaías, posiblemente en dos períodos entre 740 a. C. y 686 a. C., separados por aproximadamente 15 años.
Otra opinión muy extendida es que partes de la primera mitad del libro (capítulos 1-39) se originaron con el profeta histórico, intercaladas con comentarios en prosa escritos en tiempos del rey  Josías 100 años más tarde, y que el resto del libro data de inmediatamente antes e inmediatamente después del final del exilio en Babilonia, casi dos siglos después de la época del profeta histórico, y tal vez estos últimos capítulos representan el trabajo de una escuela continua de profetas que profetizaron de acuerdo con sus profecías.

## Biografía
Isaías nació probablemente en Jerusalén hacia 765 a. C. y fue asesinado (aserrado), según se cree, por el rey Manasés en 695 a. C. Según la tradición talmúdica, Isaías posiblemente fue primo de Ozías y pariente de los reyes contemporáneos de Judá.
El primer versículo del Libro de Isaías afirma que Isaías profetizó durante los reinados de Uzías (o Azarías),  Jotam, Acaz y Ezequías, los reyes de Judá.  El reinado de Uzías duró 52 años a mediados del siglo VIII a. C., e Isaías debió comenzar su ministerio unos años antes de la muerte de Uzías, probablemente en el 740 a. C. Pudo haber sido contemporáneo durante algunos años de Manasés. Por lo tanto, Isaías pudo haber profetizado durante 64 años.
Según algunas interpretaciones modernas, la esposa de Isaías fue llamada "la profetisa", bien porque estaba dotada del don profético, como Débora y Hulda, o simplemente porque era la "esposa del profeta". Tuvieron dos hijos, llamando al mayor Shear-Jashub, que significa "Un remanente regresará", y al menor Maher-Shalal-Hash-Baz, que significa, "Rápidamente al botín, saquear rápidamente. "
Isaías fue un estadista, asesor de reyes, poeta, orador y escritor, hijo de Amoz (no confundir con el profeta Amós) y se le considera uno de los profetas mayores hebreos, fue llamado "el Príncipe de los Profetas" valorándosele, fundamentalmente, por las escrituras que legó a su nación y a las subsecuentes generaciones de su pueblo elegido.
Tuvo dos hijos, cuyos nombres fueron proféticamente significativos, Sear-jasub (un remanente volverá) y Maher-salal-hasbaz (el despojo se apresura), comenta que él y sus hijos son presagios para Israel. A su esposa la llamaban "la profetisa".
El ministerio profético de Isaías llegó a durar casi medio siglo, desde fines del gobierno de Azarías, rey de Judá, hasta los tiempos del monarca Manasés. Según los libros apócrifos Vida de los Profetas (1,1) y Ascensión de Isaías (5,11-14), el profeta murió aserrado (partido) durante la persecución provocada por el rey Manasés; a ello la Biblia también parece referirse.
Isaías fue un firme opositor a la política de alianza de los reyes de Judá con los imperios extranjeros y llamó a confiar en la Alianza con Yahvé. Se opuso al protectorado de Asiria que el rey Acaz propició para enfrentarse con el norteño Reino de Israel y aquel de Damasco. El rey Ezequías quiso contrarrestar la hegemonía asiria, aliándose con Egipto, oponiéndose Isaías también a ello, pero cuando las tropas asirias de Senaquerib sitiaron Jerusalén, Isaías apoyó la resistencia y anunció la ayuda de Yahvé: la ciudad se salvó.
La obra de Isaías muestra que era un gran poeta, con estilo brillante, precisión, composición armoniosa e imágenes novedosas. Académicos y críticos coinciden en que fue el autor de los capítulos 1 a 12, 15 a 24 y 33 a 35 del Libro de Isaías, en tanto que la autoría del resto del libro es aún tema de debate. Los capítulos 36 a 39, que están escritos en tercera persona, fueron aparentemente escritos por sus discípulos.
La segunda parte del Libro de Isaías, conocida como Libro de la Consolación de Israel (capítulos 44-55), es muy diferente a la primera y no nombra en ninguna parte a Isaías. El escenario de estos capítulos finales supone que Jerusalén ha sido asolada, el pueblo judío está cautivo en Babilonia y Ciro ya es rey de Persia, quien conquistará Babilonia y liberará a los hebreos. El estilo del texto es más oratorio y hasta repetitivo. El contenido registra una mayor elaboración teológica. Es entonces probable que estos capítulos finales sean obra de un autor anónimo al final del destierro, después de 560 a. C.
Exégetas y estudiosos recalcan sin embargo, que las dos partes del libro de Isaías están unidas por su visión mesiánica:
- En los capítulos 6 a 12 se anuncia el nacimiento del Emanuel, significando en hebreo este nombre "Dios con nosotros" (Isaías).[19]
- En la segunda parte (Isaías 42,1-7;49,1-9;50,4-9;52,13;53,12) se presentan los Cánticos del Siervo de YHVH, seguidor perfecto de Dios que con plena fe sufre para expiar los pecados de su pueblo y es glorificado.

Estudios sugieren que el uso reiterado de derivados de נצר en ambas partes del libro de Isaías, es una alusión mesiánica: natser, transcrita Nazer, traducida como "retoño", "vástago", "rama" o "renuevo"; y en otros contextos como vigilar, guardar, observar, defender, rodear, preservar (del peligro) o esconder (refugiar). Consideran que a ello se refiere Mateo 2:23 cuando dice que habitó en la ciudad que se llama Nazaret, y así se cumplió lo dicho por los profetas, que había de ser llamado Nazareno (נצר, Notsri).
El cristianismo estima que el Libro de Isaías anunció el nacimiento, sacrificio y gloria de Jesús y además, el alcance universal de la salvación por lo que se considera en algunas ocasiones como el "Príncipe de los Profetas".
Según la tradición judeocristiana, Isaías pudo haber muerto como mártir. Durante su vida, Isaías enseñó la supremacía, la santidad y el carácter ético del mensaje de Dios. Criticó los errores de su pueblo, al que a su vez alentó durante el cautiverio en Mesopotamia, y profetizó asimismo el futuro renacer de Sion y Jerusalén.

## En el cristianismo

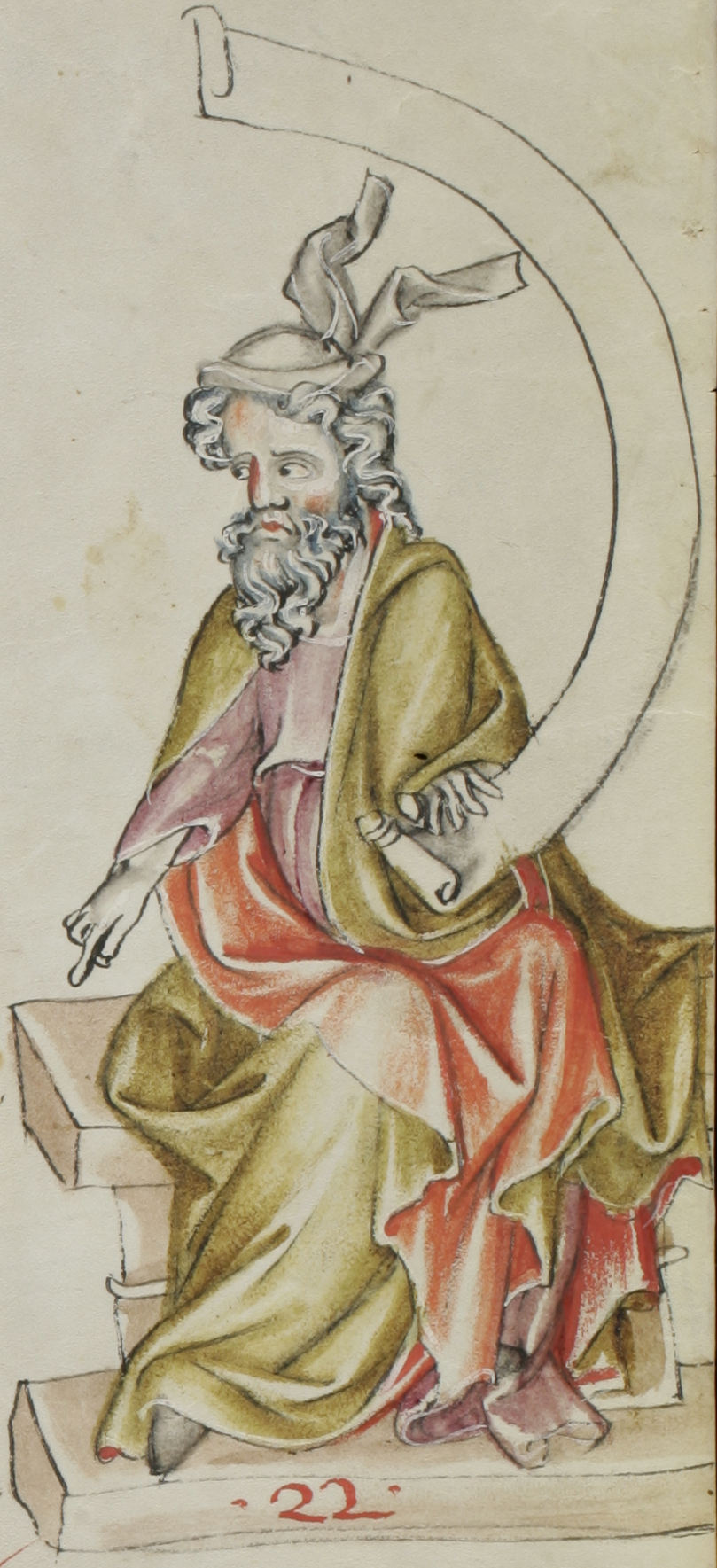
Representación del profeta Isaías ilustrando una traducción en prosa de los Evangelios del siglo XIV

La Ascensión de Isaías, un pseudoepigráfico cristiano fechado en algún momento entre finales del siglo I y principios del III, narra con detalle la historia de Isaías enfrentándose a un malvado falso profeta y terminando con el martirio de Isaías, nada de lo cual está atestiguado en el relato bíblico original.
Gregorio de Nisa (c. 335-395) creía que el profeta Isaías "conocía más perfectamente que todos los demás el misterio de la religión del Evangelio". Jerónimo (c. 342-420) también alaba al Profeta Isaías, diciendo que "era más un Evangelista que un Profeta, porque describió todos los Misterios de la Iglesia de Cristo tan vívidamente que se podría suponer que no estaba profetizando sobre el futuro, sino que estaba componiendo una historia de los acontecimientos pasados. " De nota específica son los cantos del Siervo Sufriente, que los cristianos dicen que son una revelación profética directa de la naturaleza, propósito y detalles de la muerte de Jesucristo.
El libro de Isaías es citado muchas veces por los escritores del Nuevo Testamento. El Evangelio de Juan dice que Isaías "vio la gloria de Jesús y habló de él".
La Iglesia ortodoxa oriental celebra a San Isaías el Profeta con san Cristóbal de Licia el 9 de mayo. Isaías también aparece en la página de santos del 9 de mayo del martirologio romano de la Iglesia católica.
El Libro de Mormón cita a Jesucristo afirmando que "grandes son las palabras de Isaías", y que todas las cosas profetizadas por Isaías se han cumplido y se cumplirán. El Libro de Mormón y Doctrina y Pactos también citan a Isaías más que a cualquier otro profeta del Antiguo Testamento. Además, los miembros de la Iglesia de Jesucristo de los Santos de los Últimos Días consideran la fundación de la iglesia por Joseph Smith en el siglo XIX como un cumplimiento de Isaías-11, la traducción del Libro de Mormón como un cumplimiento de Isaías-29, y la construcción de templos de los Santos de los Últimos Días como cumplimiento de Isaías-2:2.

## Arqueología
En febrero del año 2018, la arqueóloga Eilat Mazar anunció que ella y su equipo habían descubierto una pequeña impresión de sello que decía "[perteneciente] a Yesha‘yahu nvy" (que podría leerse "[perteneciente] al profeta Isaías") durante las excavaciones de Ofel, justo al sur del Monte del Templo en Jerusalén.  La pequeña bulla fue encontrada "a solo 3 metros de distancia" de donde una bulla intacta con la inscripción "[perteneciente] al rey Ezequías de Judá" había sido descubierta en 2015 por el mismo equipo.
Aunque el nombre "Isaías" en el texto paleohebreo es completamente claro, el daño en la parte inferior izquierda del sello provoca dificultades para confirmar si "nvy" se trata de la palabra "profeta" (nvy', en hebreo) o del nombre "Navi", arrojando algunas dudas sobre si este sello realmente perteneció al Isaías mencionado en la Biblia. Según la propia Eilat Mazar, ambas reconstrucciones son posibles; sin embargo, el hecho de que dicho sello fuese descubierto en una zona muy cercana a la del sello de Ezequías (con quien Isaías tenía una muy cercana relación) hace bien probable que verdaderamente se trate de un sello del profeta.

## Isaías en el imaginario colectivo

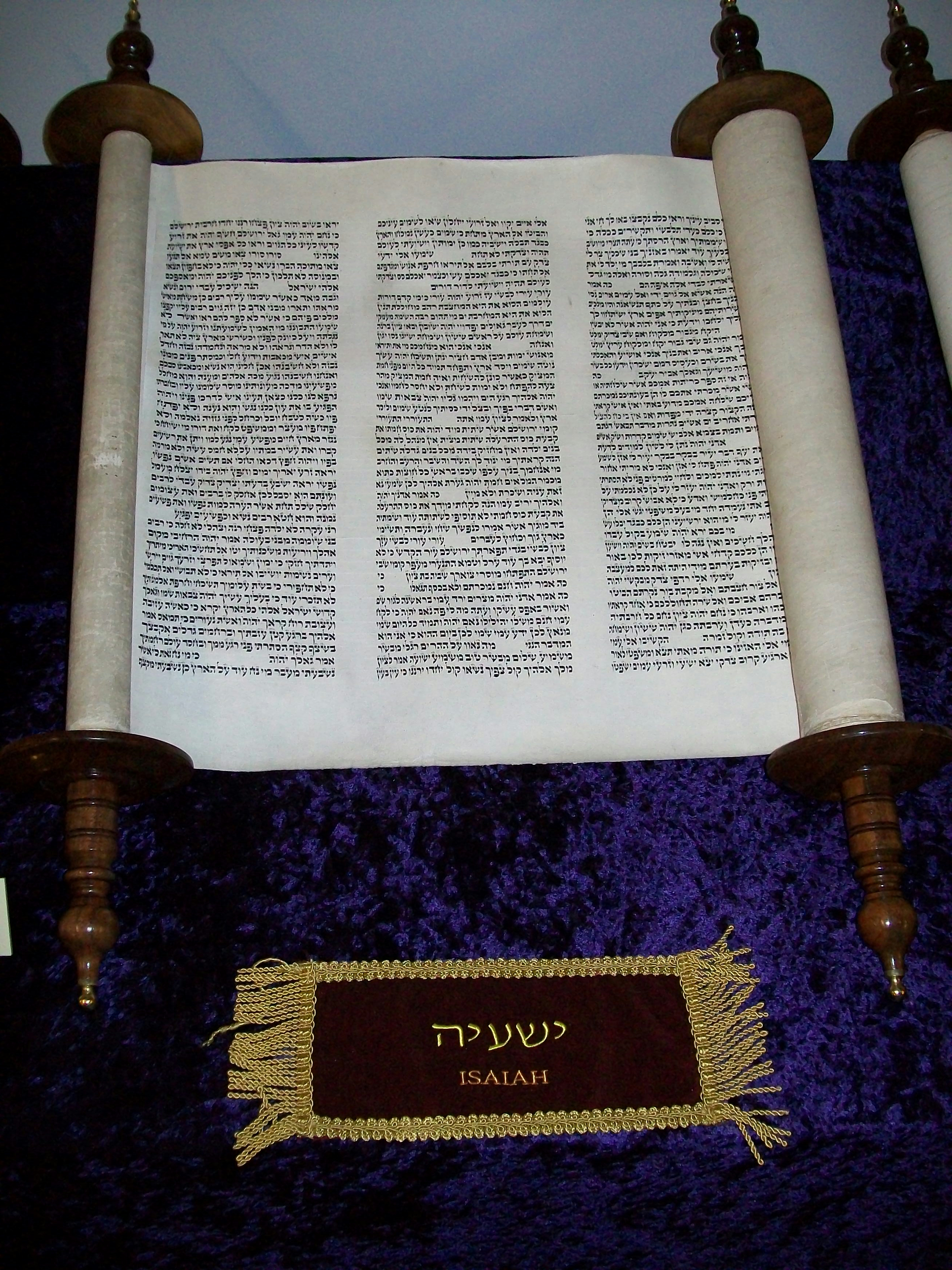
Libro de Isaías, rollo con texto manuscrito hebreo.
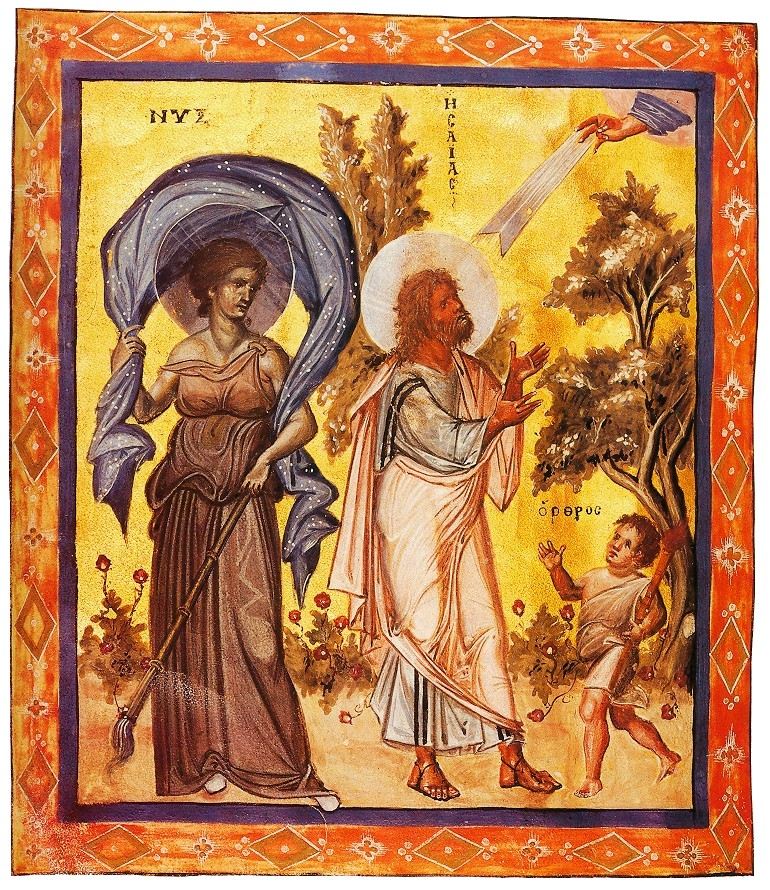
Isaías ante la Mano de Dios, entre la Noche y el Amanecer. Salterio bizantino,[36] Constantinopla, siglo X. París, Bibliothèque Nationale de France, Mss. Grec 139, fol. 435v.
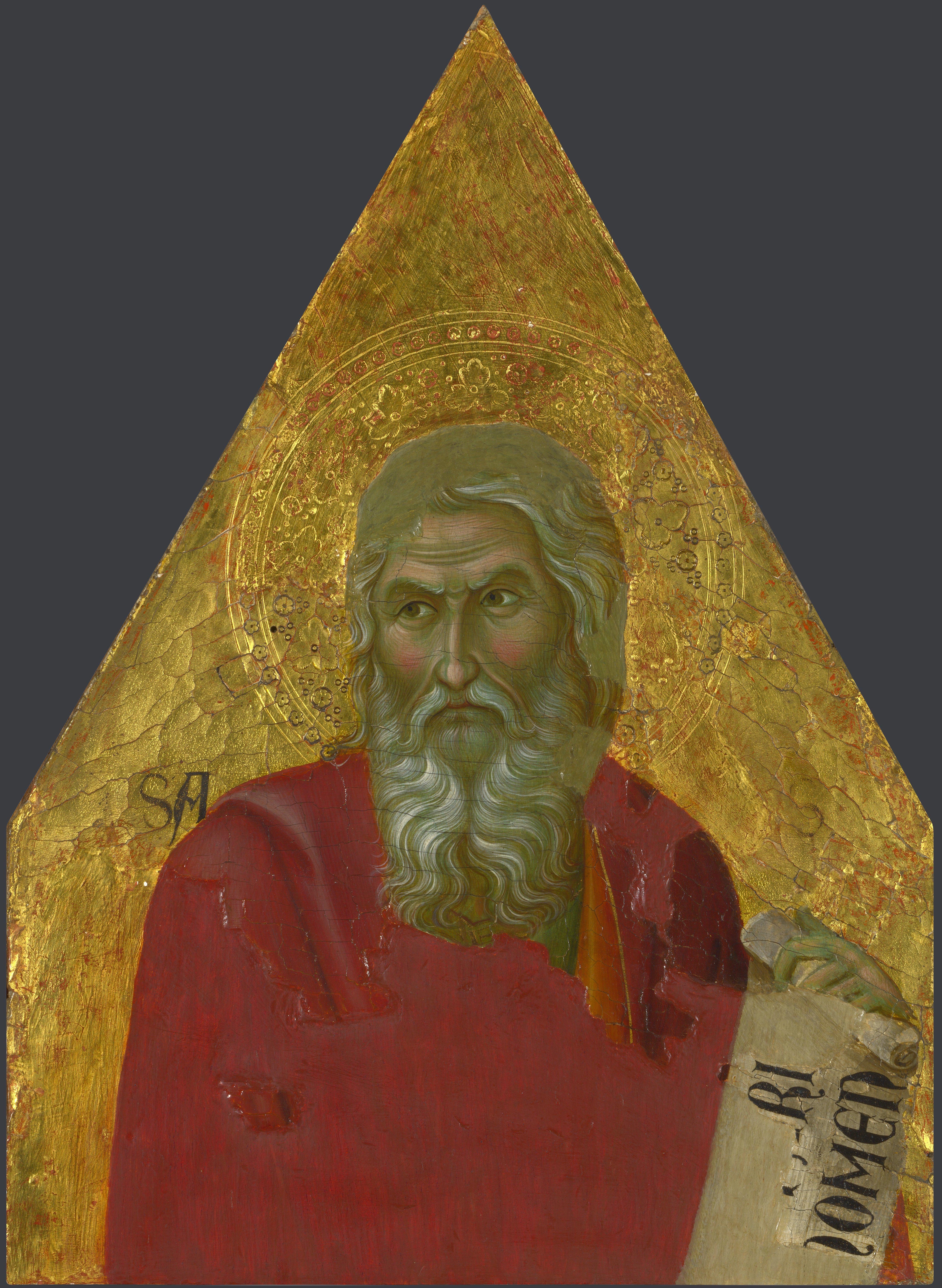
Isaias. Ugolino di Nerio, 1317-1327. National Gallery, Londres
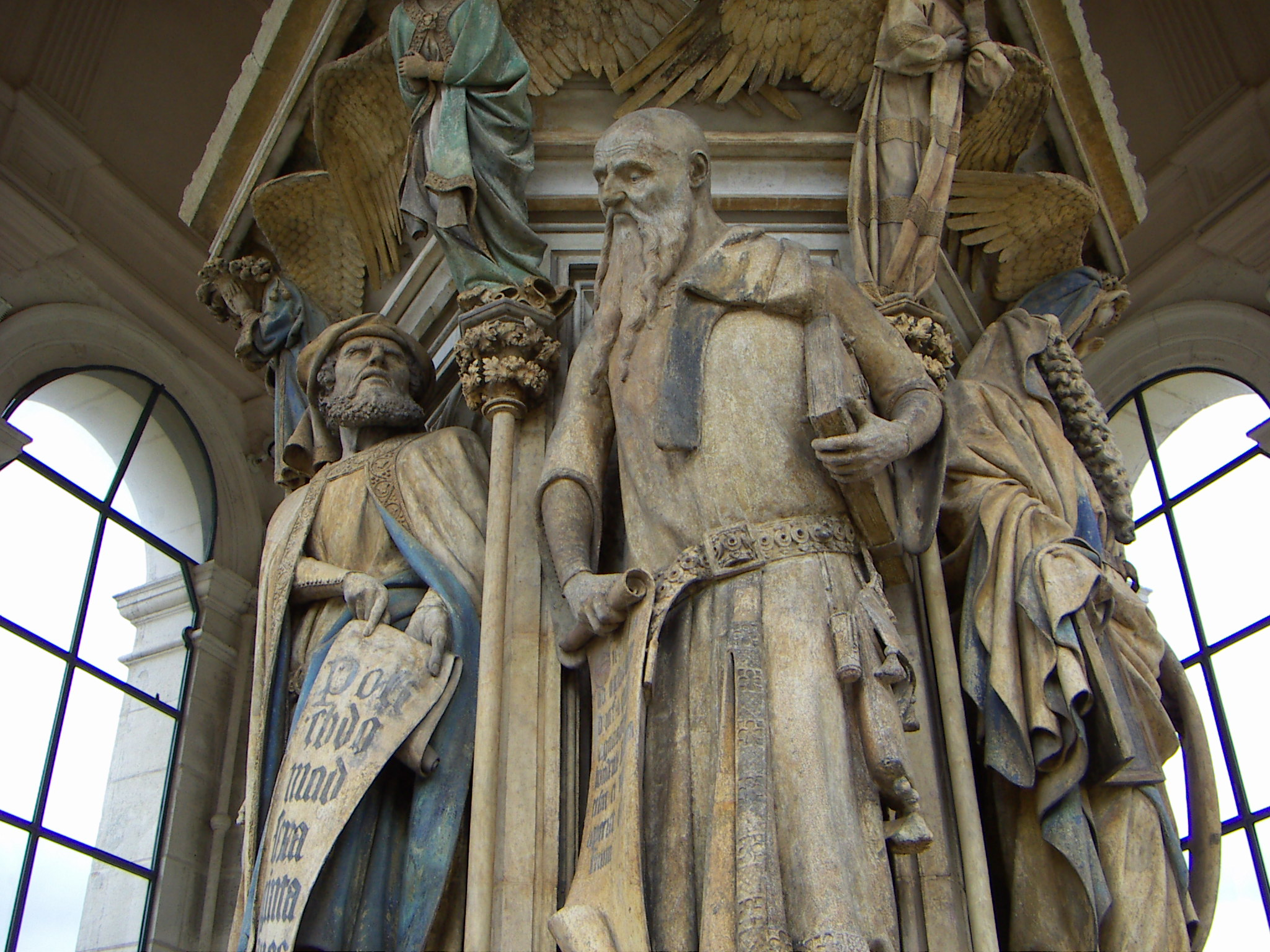
Isaías, entre los profetas del Pozo de Moisés. Claus Sluter, 1395–1403. Champmol, Dijon
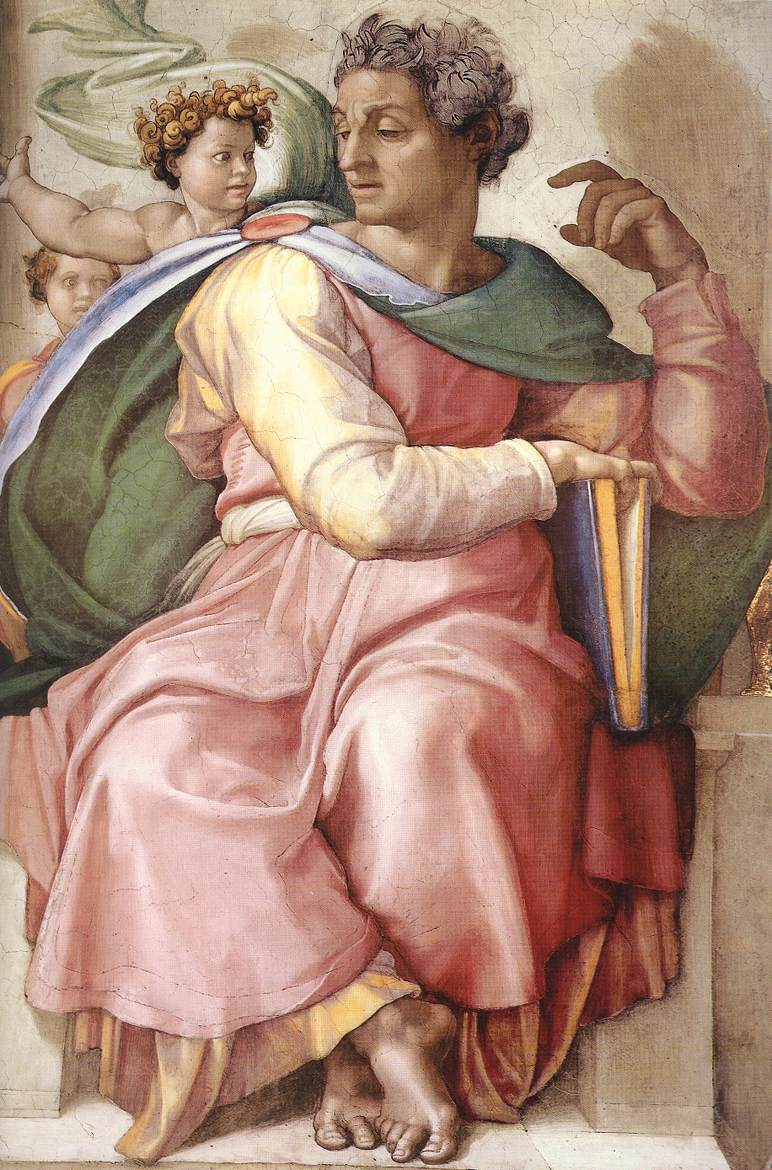
Isaías. Miguel Ángel, 1509. Fresco renacentista. Capilla Sixtina, Vaticano
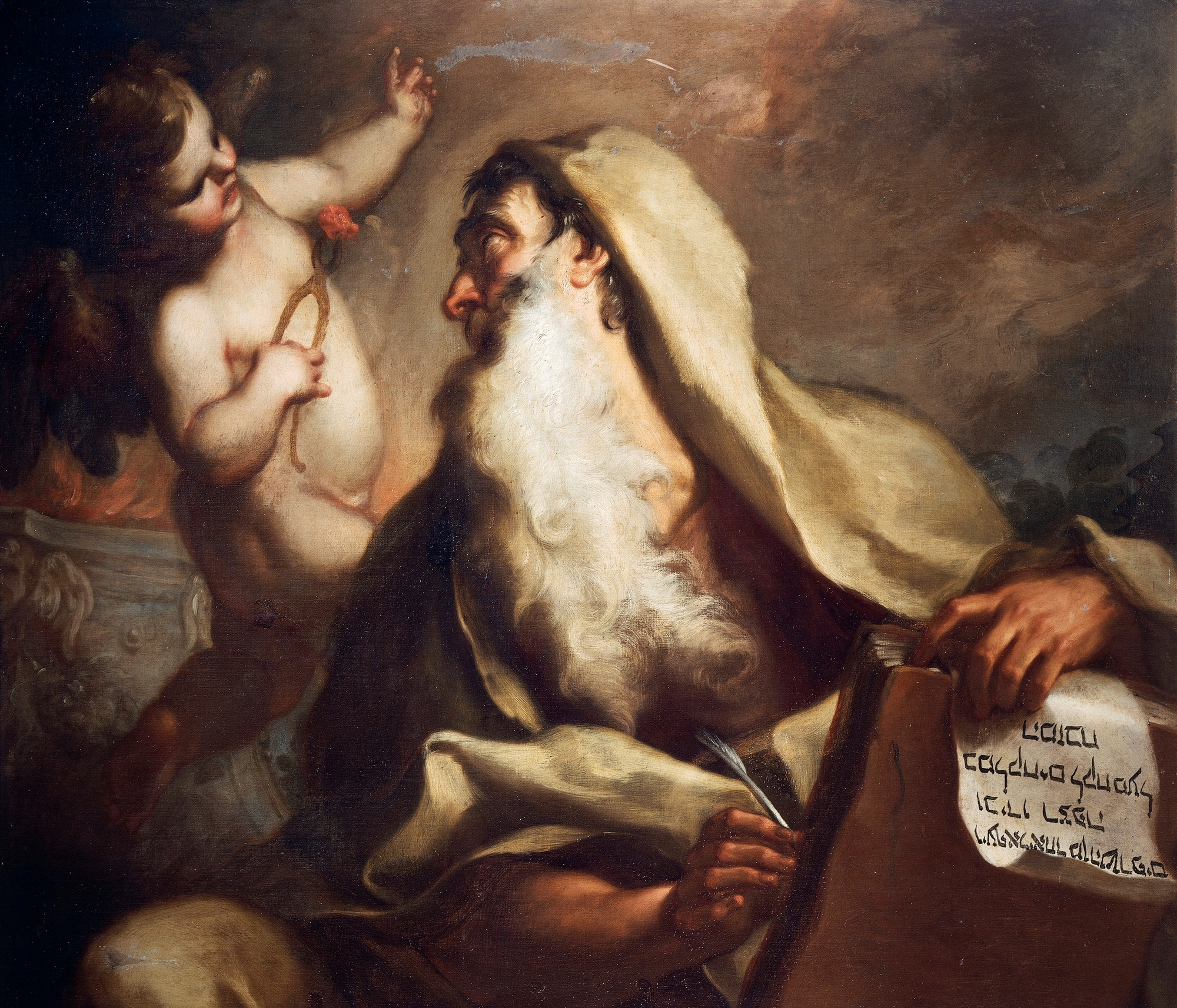
Profeta Isaías. Antonio Balestra, c. 1700-25. Museo Civico di Castelvecchio, Verona
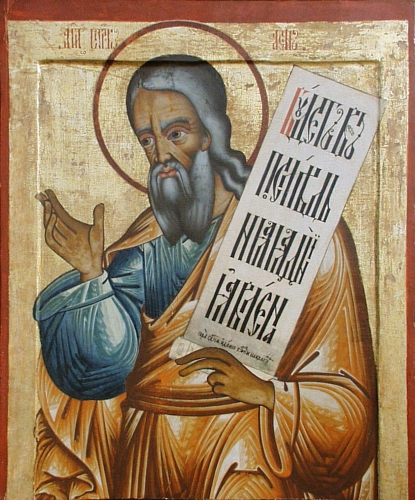
'Profeta Isaías. Ícono ruso, c. 1725. Monasterio Kizhi, Karelia
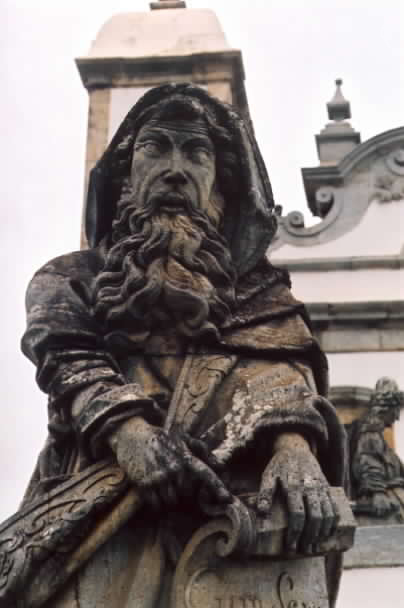
Profeta Isaías. Aleijadinho, 1800-5. Santuario do Bom Jesus de Matosinhos, Congoñas, Brasil
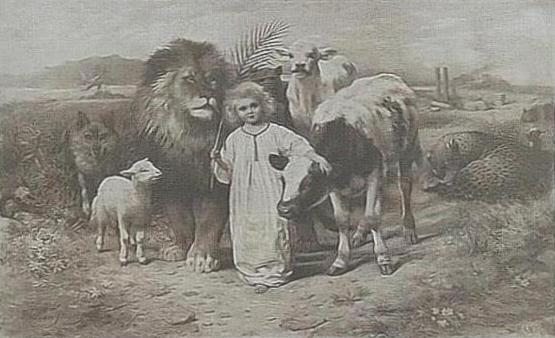
Paz. William Strutt, 1896. Imagen con fuente de inspiración en el texto de Isaías.
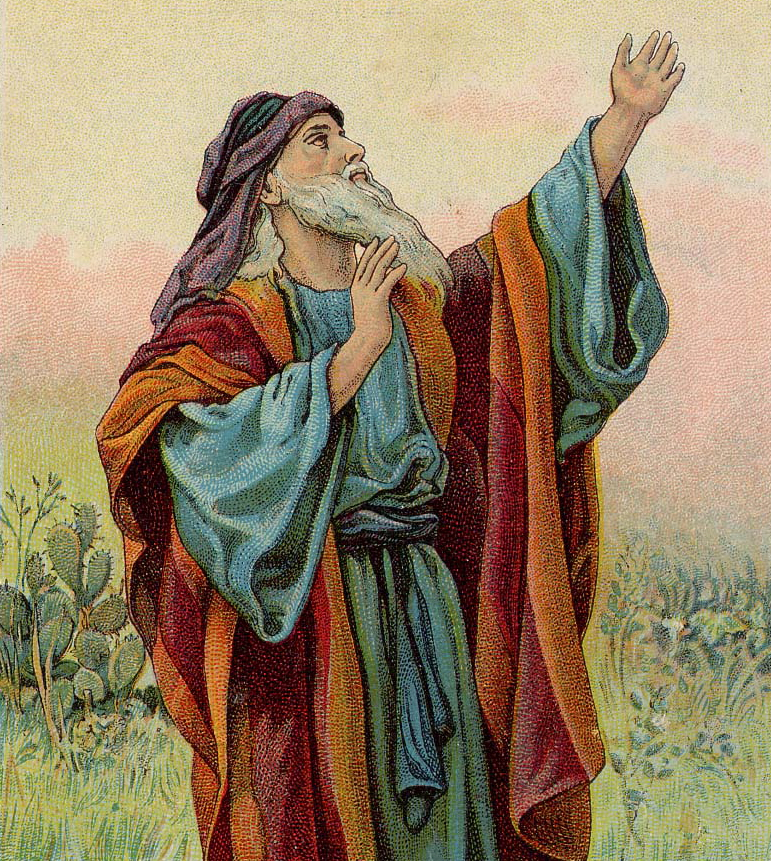
Isaías. Tarjeta bíblica publicada por Providence Lithograph Company, 1904.
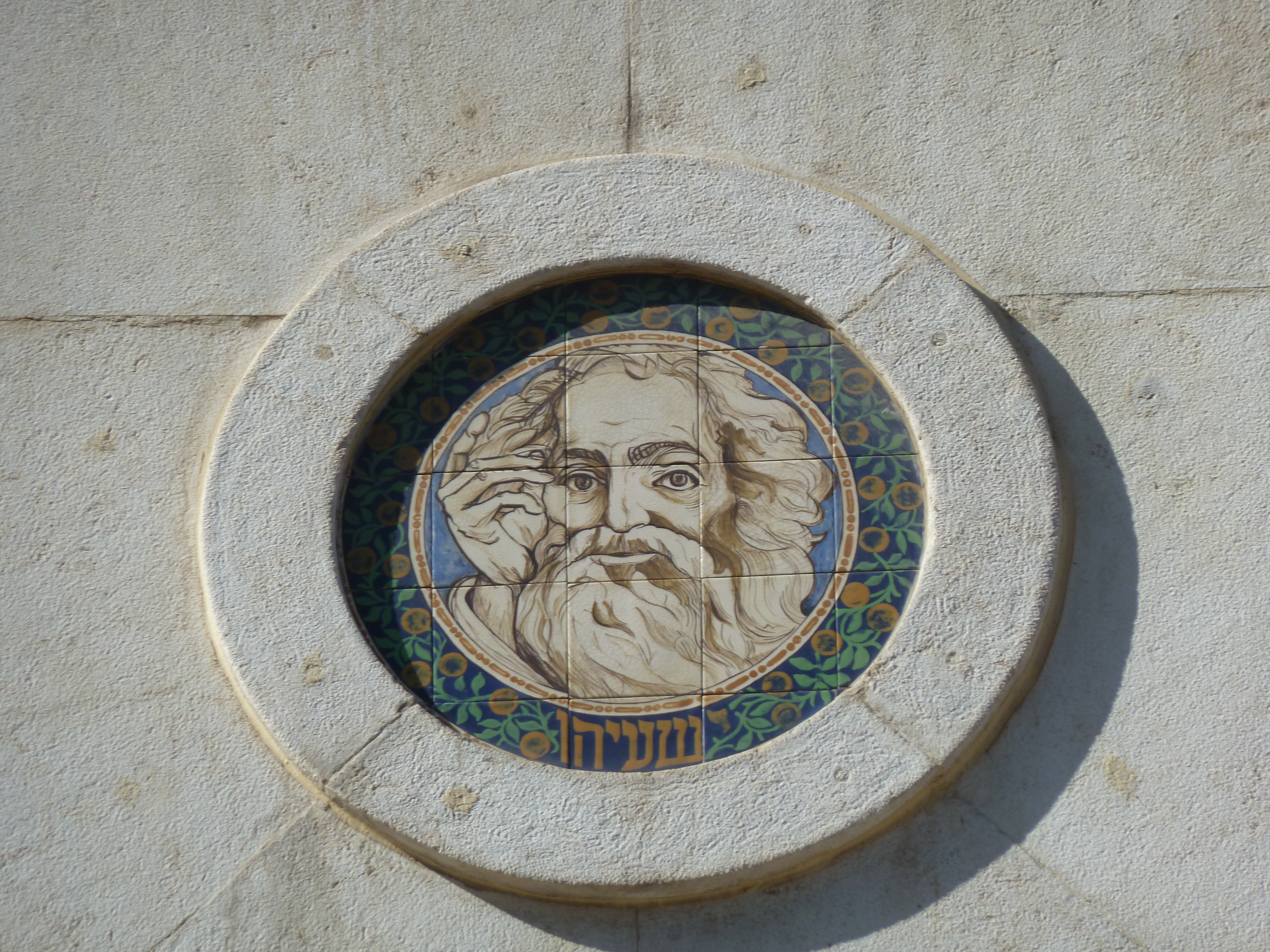
Ishaiahu. Azulejos cerámicos de la calle Ejad Haam, Tel Aviv, c. 1920.
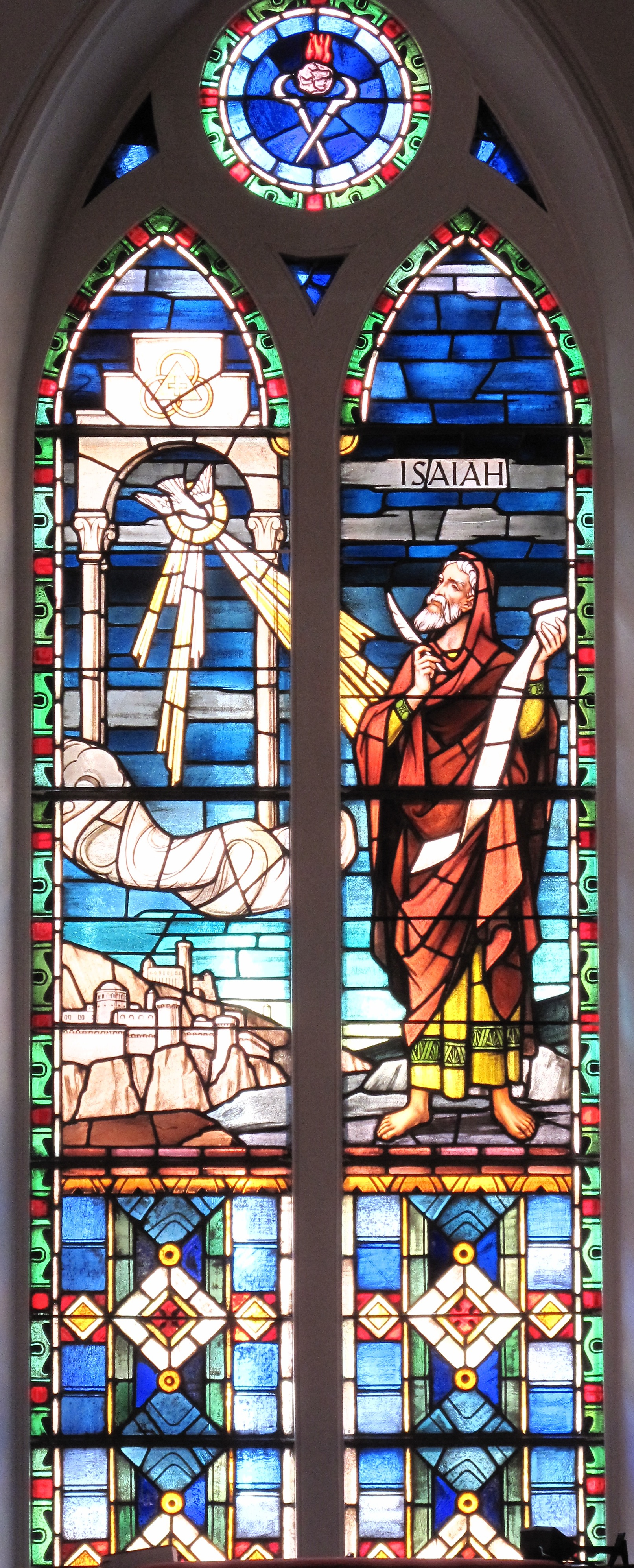
Isaías. Vitral. Iglesia Luterana de San Mateo, Charleston.
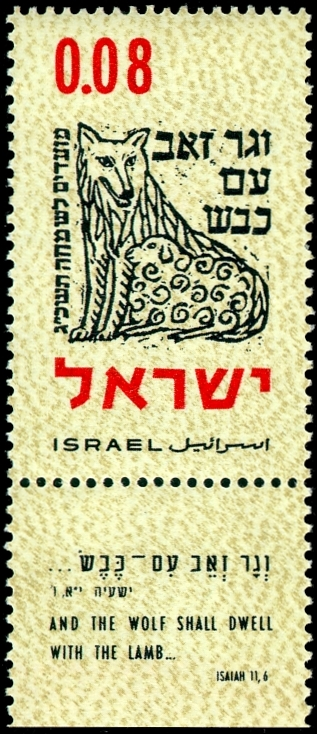
"(Y) morará el lobo con el cordero" (Isaías 11:6).[39] Estampilla israelí, 1962.
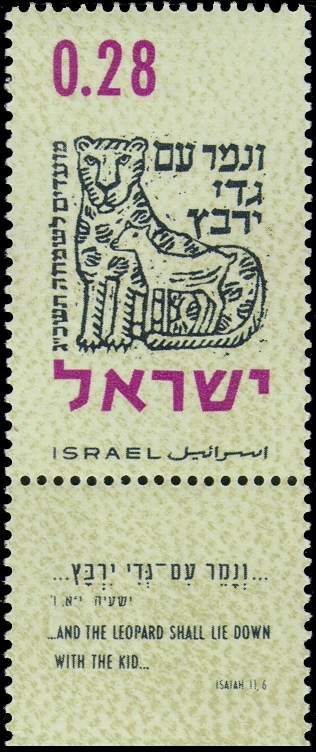
"Y el leopardo con el cabrito se acostará" (Isaías 11:6).[41] Estampilla israelí, 1962.
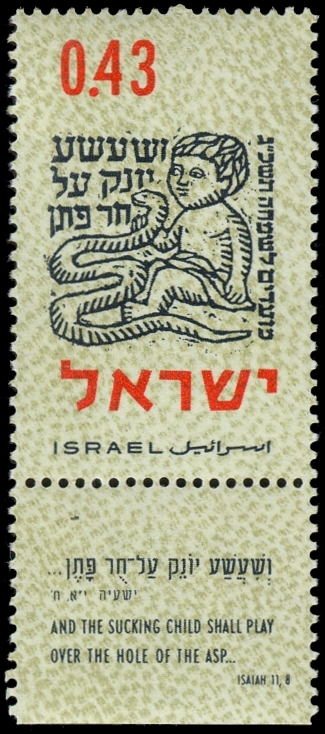
"Y el lactante jugará sobre la cueva de la víbora" (Isaías 11:8).[42] Estampilla israelí, 1962.